# デスバレーボム

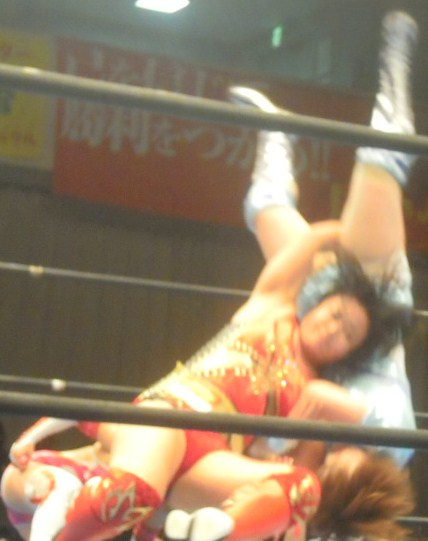
里村明衣子のデスバレーボム。

デスバレーボム（英語: Death Valley Bomb）は、プロレス技の一つである。相手をファイヤーマンズキャリーで肩に担ぎ、自ら横に倒れこみながら相手が頭部から前転する方向でマットに落とす。
女子プロレスラーの三田英津子が開発した技で、高岩竜一・里村明衣子・真壁刀義も好んで使うことが多い。女子発祥で男子に使い手が広がった最初の技である。プロレス技ではあるが、美濃輪育久やジョシュ・バーネットが総合格闘技のリングで繰り出したこともある。使い手によって、落とし方にさまざまなバリエーションがある。

## 主な使用者
| - 三田英津子 - 長与千種 - 里村明衣子 - 宮崎有妃 - 真琴 - 勇気彩 - 直伝デスバレーボムの名称で使用。三田から直接伝授された。 - 雫有希 - 花月 - 高岩竜一 - 田村男児 - 池田大輔 - 高木三四郎 - スピコリ・ドライバーの名称で使用。 - 真壁刀義 - レイパロマ - エノラゲイの名称で使用。 - 南野タケシ - ベアー福田 - スカルリーパーA-ji | - 稲松三郎 - 内田祥一 - 中嶋勝彦 - 伊藤旭彦 - 原田大輔 - 吉田充宏 - 吉岡勇紀 - 入江茂弘 - 石森太二 - 橋本和樹 - 横山佳和 - 植木嵩行 - 阿部史典 - 鷹木信悟 - 高橋ヒロム - 田中将斗 - YAMATO | - 佐藤光留 - 征矢学 - 葛西純 - ヘイリー・ヘイトレッド - シュー・ヤン - シルバー・キング - リック・スタイナー - スタイナー・ドライバーの名称で使用。 - トミー・ドリーマー - ドリーマー・ドライバーの名称で使用。 - ザ・ゴッドファーザー - ピンプ・ドロップの名称で使用。 - ペリー・サターン - サモア・ジョー - マット・ストライカー - ストライカー・ドライバーの名称で使用。 - ジョー・ドーリング - ニック・ミラー - ジョニー・スミス - ディエゴ - VHSの名称で使用。 |

## 派生技
ポップアップ式デスバレー・ボム
鷹木信悟が使用する。走り込んできた相手を上空へ放り投げ、ファイヤーマンズ・キャリーでキャッチし、そのまま倒れ込んで後頭部からマットに叩きつける変型デスバレー・ボム。主にカウンターで使用され、試合の流れを一変させる。
リバース・デスバレーボム
ファイヤーマンズキャリーの体勢から、デスバレーボムとは逆に足側から相手の体を傾けて最後はパワースラムのように体を浴びせながら叩きつける技。ショーン・オヘアの得意技で、活動時期によって技名が異なる。
変形リバース・デスバレーボム
マイアミ・シャイン。高橋裕二郎のオリジナル技。内藤哲也は、エボルシオンの技名で使用。BULLET CLUB加入後の高橋のフィニッシュ・ホールドで、変形リバース・デスバレーボム。ファイヤーマンズキャリーの体勢で相手を肩に担ぎ上げた後、相手の頭を抱え込んだ側に体を捻り、その反動を利用して逆側へ体を回転させながら相手を後頭部から背中にかけてマットに叩きつける。内藤哲也が使用していたエボルシオンと同型。この技を開発するヒントとして、高橋の前タッグパートナーだった内藤とのタッグ・チーム「NO LIMIT」の合体技の一つだった「リミット・レス・エボリューション」を参考にしたと語っている。
垂直落下式デスバレーボム
ファイヤーマンズキャリーの体勢から、相手の体を垂直に持ち上げて自分のサイドに脳天から落とす技。落とし方はエメラルド・フロウジョンに近い。征矢学、"黒天使"沼澤邪鬼が使用。
デスラップボム
デスバレーの開発者である三田英津子によるバリエーション技。相手を担ぎ上げたさいに相手の両腕をクロスアームで固定し動けない状態にしながら放つデスバレーボム。三田自身も滅多に使うことのなかったここ一番の大技。
バーニング・ハンマー
小橋健太のオリジナル技。新日本プロレス所属時代に、マイケル・エルガンも奥の手として使用している。アルゼンチン・バックブリーカーの体勢で相手を両肩に担ぎ上げ、下半身を押し上げながら倒れ込み、相手の首を傾け座るように頭頂部からマットに叩き落す技。初期の頃は、コーナートップにリングに向かって背を向くように相手を置き、アルゼンチン・バックブリーカーの体勢に抱え上げてから、相手の首を傾け座るように頭頂部から叩き落す技。ここ一番の必殺技である。1998年に全日本プロレス時代に三沢光晴に対して初披露した際には名称が無く、後にゲームに登場した時に当時の小橋のキャッチフレーズに因んで名前が付けられた。オリジナルではなく、井上京子のビクトリア・ドライバーと同型。あまりの危険度とその威力に、技を受けたの秋山準は「俺の受け身を信用して出したのなら、もう二度と信用してほしくない」とぼやいた。
リストクラッチ・バーニング・ハンマー
小橋健太 のオリジナル技。相手の股の下に相手の左腕を通して自身の左手で掴む右腕を相手の右腕の下を通して相手の首に回す抱え上げアルゼンチン・バックブリーカーの様な形で担ぎ上げ、そのままシットダウンすることで相手の後頭部からマットに叩きつける変型デスバレーボム。頭の抱え方がバーニング・ハンマーと異なるため、アルゼンチン・バックブリーカー返しとして使われるスリーパーで絞めるが使えず、しかもリストクラッチの影響で片手片足を封じられるため、担がれた後の回避方法は無いに等しい。過去の使用実績は2004年9月10日の田上戦、2006年3月5日のKENTA戦の2回のみ。当初は眠々打破という名称もあったが（休火山と称されていた田上明を目覚めさせるという意味の新技だったので）、商標の関係で現在ではこの名称は使用されていない。
ビクトリア･ドライバー
リバース・ファイヤーマンズキャリーの体勢から体を傾けて、頭から垂直に落とす技。デスバレーボムとは担ぐ体勢が表裏逆になる。ビクトリア・ドライバーの名で井上京子が最初に出したが、1998年に全日本プロレスの小橋健太がバーニング・ハンマーとして出した際に脚光を浴びた。なお、新日本プロレス参戦時代にマイケル・エルガンも奥の手として使用している。
スパイシー・ドロップ
担ぎ方はバーニング・ハンマーと同じであるが、相手の体をさらに回転させて腹ばいに落とす点が異なる。カレーマンの得意技。
オリジナル・ファルコンリー
鷹木信悟のオリジナル技で「最後の鷹狩り」の意（旧名：ラスト・ファルコニー）。
ラスト・オブ・ザ・ドラゴン
鷹木信悟が新日本プロレスに移籍した後の必殺技で、上記の「ラスト・ファルコニー」を改良したフィニッシュ・ホールド。相手の右腕をハーフネルソン、左腕を股下を通して相手の手首を固定しながらファイヤーマンズキャリーの形で担ぎ、通常のデスバレーボムなら体重をかけて横に落とすところを、自身の前方側回転させながら相手の頭から落として、振り上げた片脚が相手の喉元に落ちるように叩きつける変形のデスバレー・ドライバー。そのまま両脚で相手の体を挟む「昇龍固め」でホールドし、フォールを奪ってしまう。DRAGON GATE時代はラスト・ファルコンリーの名称で使用。「最後の鷹狩り」の意。
DVDDT
ジェイ・ホワイトのオリジナル技。デスバレーDDTの略。相手をファイヤーマンズキャリーの体勢で担ぎ上げ、側転で回転して相手の頭がある方向に体を倒し叩きつける。デスバレーボムの体勢からリバースDDTに近い落とし方をするためこの名が付けられた。
マーフィーズ・ロウ
マーフィーのオリジナル技。前屈みになった相手の左手を相手の股下から左手で掴み、自身の右腕を相手の右脇下から後頭部に通す。その後自身の頭上までファイヤーマンズキャリーの体勢に担ぎ上げる。そして素早く回転し、デスバレードライバーに移行する。
ドリーム・デスバレー・ドライバー
ベルベティーン・ドリームが使用する。旧名カートウィール・デスバレー・ドライバー。相手をファイヤーマンズキャリーの体勢で担ぎ上げ、そのままの状態で側転で相手ごと横一回転して体重を浴びせながら相手の頭から背中をマットに叩きつける変形のデスバレー・ボム。雪崩式で放つバージョンも使用。
アティテュード・アジャストメント / FU
ジョン・シナのオリジナル技。ファイヤーマンズキャリーの体勢で相手を両肩に担ぎ上げ、相手の下半身を押し上げながら勢いよく膝をついて相手を背中からマットに叩きつける変型デスバレー・ドライバー。元々F-Uの名称だったが放送コード上改名。中期以降はファイヤーマンズキャリーの体勢からボディスラムの様に落とす形になっていた。通常の投げ方のほかにそのまま投げ捨てる投げバージョンがある。相手がトップロープから飛んできたところを捉えた後に技の形に入りそのまま繰り出す事もある。現在はフィニッシャー、もしくはSTFへの繋ぎとして使用されている。STF-Uと同様放送コード上の問題で2009年1月より名称をAttitude Adjustmentに変更。頭文字を取ってAAと実況されることもある。
雪崩式アティテュード・アジャストメント
ジョン・シナのオリジナル技。文字通り雪崩式で繰り出すアティテュード・アジャストメント。コーナーセカンドロープ上に立った状態で相手をファイヤーマンズキャリーで担ぎ上げ、前方へ投げ落として相手を背中からマットに叩きつける技。